# Élections législatives est-timoraises de 2012
Les élections législatives est-timoraises de 2012 se sont déroulées le 7 juillet 2012. Le CNRT a remporté 36,66 % des suffrages.

## Système électoral
Le Parlement national du Timor Oriental est un parlement monocaméral composé de 65 députés élus pour cinq ans au scrutin proportionnel de liste dans une seule circonscription nationale. Les sièges sont répartis selon une méthode de la plus forte moyenne : la méthode d'Hondt. Un seuil électoral de 3 % des suffrages est requis.
Si l'inscription sur les listes électorales est obligatoire, le vote lui ne l'est pas.

## Résultats
|                        |                                                                        |         |       |       |        |               |  |  |  |
| Partis                 | Partis                                                                 | Voix    | %     | +/-   | Sièges | +/-           |  |  |  |
|                        | Congrès national de reconstruction timoraise (CNRT)                    | 172 831 | 36,66 | 12,56 | 30     | 12            |  |  |  |
|                        | Front révolutionnaire pour l'indépendance du Timor oriental (Fretilin) | 140 786 | 29,87 | 0,85  | 25     | 4             |  |  |  |
|                        | Parti démocrate (PD)                                                   | 48 851  | 10,31 | 0,99  | 8      | en stagnation |  |  |  |
|                        | Frenti-Mudança (FM)                                                    | 14 648  | 3,11  | Nv.   | 2      | en stagnation |  |  |  |
|                        | Kmanek Haburas Unidade Nasional Timor Oan (KHUNTO)                     | 13 998  | 2,97  | Nv.   | 0      | en stagnation |  |  |  |
|                        | Parti socialiste du Timor (PST)                                        | 11 379  | 2,41  | 1,45  | 0      | en stagnation |  |  |  |
|                        | Parti social démocrate (PSD)                                           | 10 158  | 2,15  | N/a   | 0      | 11            |  |  |  |
|                        | Parti du développement national (PDN)                                  | 9 386   | 1,99  | Nv.   | 0      | en stagnation |  |  |  |
|                        | Association social-démocrate timoraise (ASDT)                          | 8 487   | 1,80  | N/a   | 0      | 11            |  |  |  |
|                        | Unité nationale démocratique de résistance timoraise (UNDERTIM)        | 7 041   | 1,49  | 1,70  | 0      | 2             |  |  |  |
|                        | Union démocratique timoraise (UDT)                                     | 5 332   | 1,13  | 0,23  | 0      | en stagnation |  |  |  |
|                        | Parti républicain (PR)                                                 | 4 270   | 0,91  | 0,15  | 0      | en stagnation |  |  |  |
|                        | Liste commune PLPA-PRDT                                                | 4 012   | 0,85  | 1,01  | 0      | en stagnation |  |  |  |
|                        | Association populaire monarchiste timoraise (APMT)                     | 3 968   | 0,84  | Nv.   | 0      | en stagnation |  |  |  |
|                        | Parti de l'unité nationale (PUN)                                       | 3 191   | 0,68  | 3,87  | 0      | 3             |  |  |  |
|                        | Bloc proclamateur (PMD-PARENTIL)                                       | 3 125   | 0,66  | 0,03  | 0      | en stagnation |  |  |  |
|                        | Alliance démocratique (KOTA-PTT)                                       | 2 622   | 0,56  | 2,64  | 0      | 2             |  |  |  |
|                        | Autres partis (4)                                                      | 7 574   | 1,61  | –     | 0      | –             |  |  |  |
|                        |                                                                        |         |       |       |        |               |  |  |  |
| Votes valides          | Votes valides                                                          | 471 389 | 97,64 |       |        |               |  |  |  |
| Votes nuls             | Votes nuls                                                             | 8 466   | 1,76  |       |        |               |  |  |  |
| Votes blancs           | Votes blancs                                                           | 2 937   | 0,61  |       |        |               |  |  |  |
| Total                  | Total                                                                  | 482 792 | 100   | –     | 65     | en stagnation |  |  |  |
| Abstention             | Abstention                                                             | 162 832 | 25,22 |       |        |               |  |  |  |
| Inscrits/Participation | Inscrits/Participation                                                 | 645 624 | 74,78 |       |        |               |  |  |  |

## Conséquences
À l'issue du scrutin, une majorité parlementaire est formée du CNRT, du PD et du FM, forte de 40 sièges,. En 2015 cependant, le CNRT et le Fretilin s'entendent à leur tour, Gusmão nommant pour successeur Rui Maria de Araújo, du Fretilin.

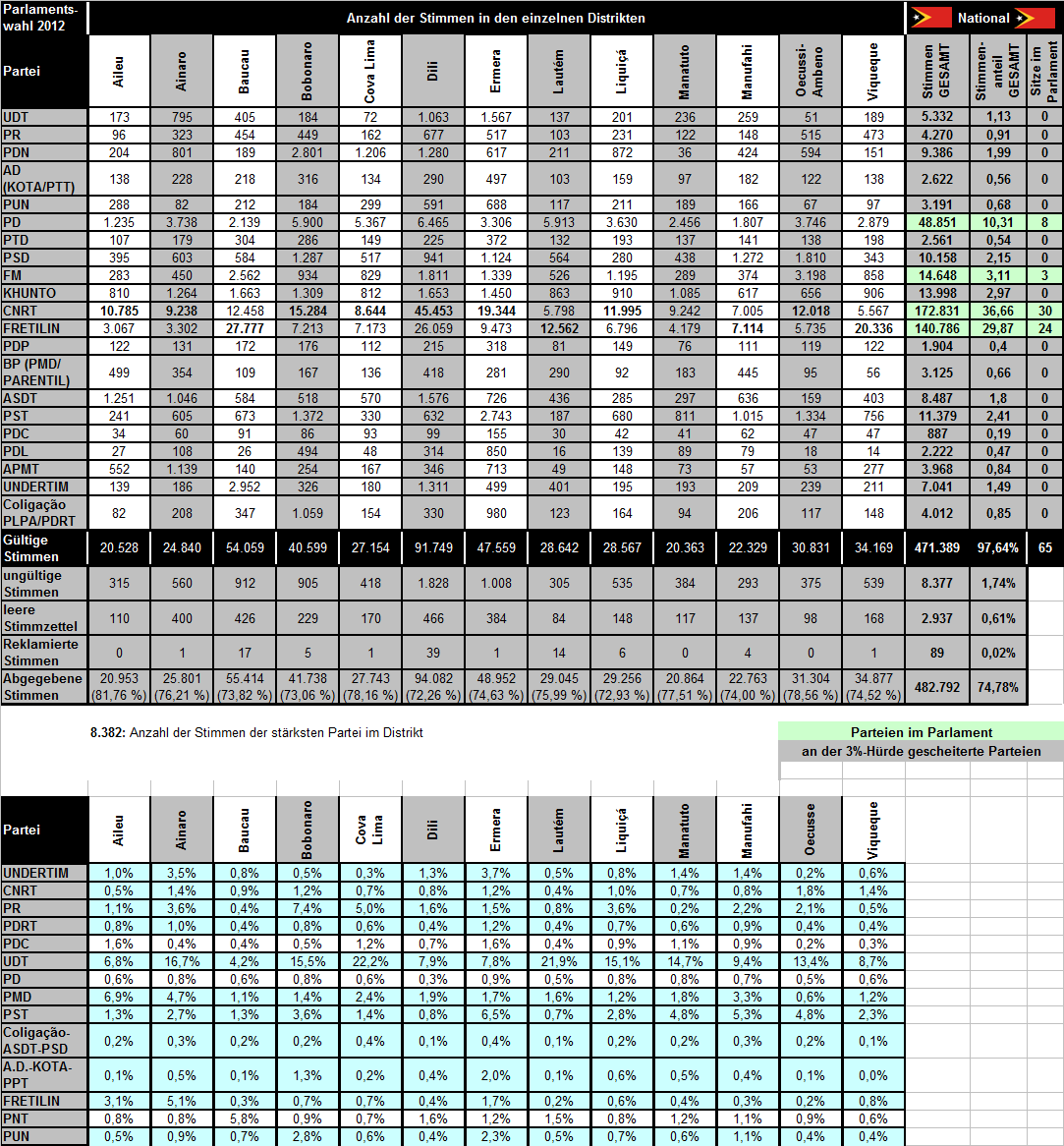
Répartition des voix.
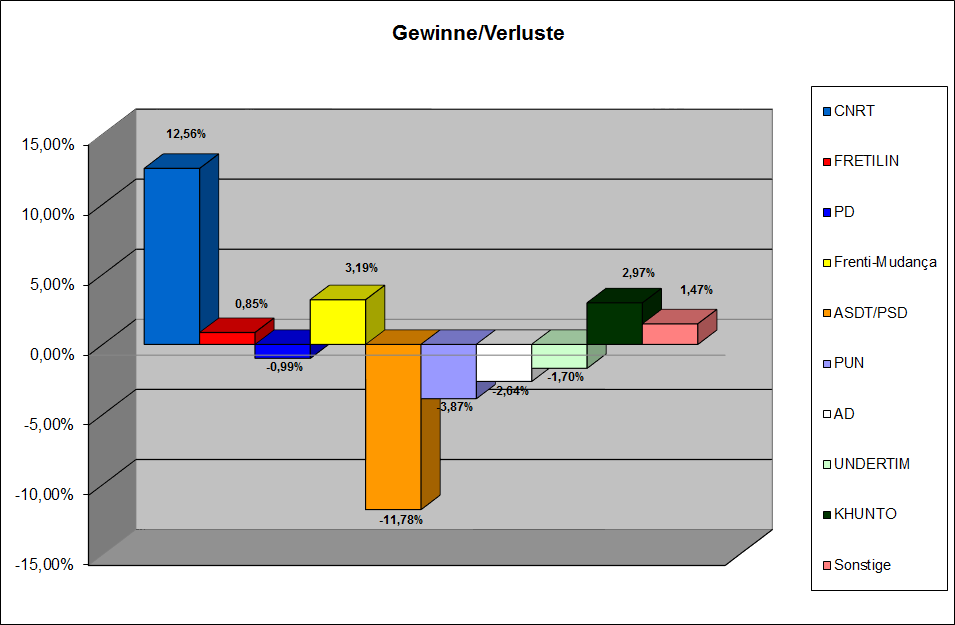
Évolution par rapport à 2012.
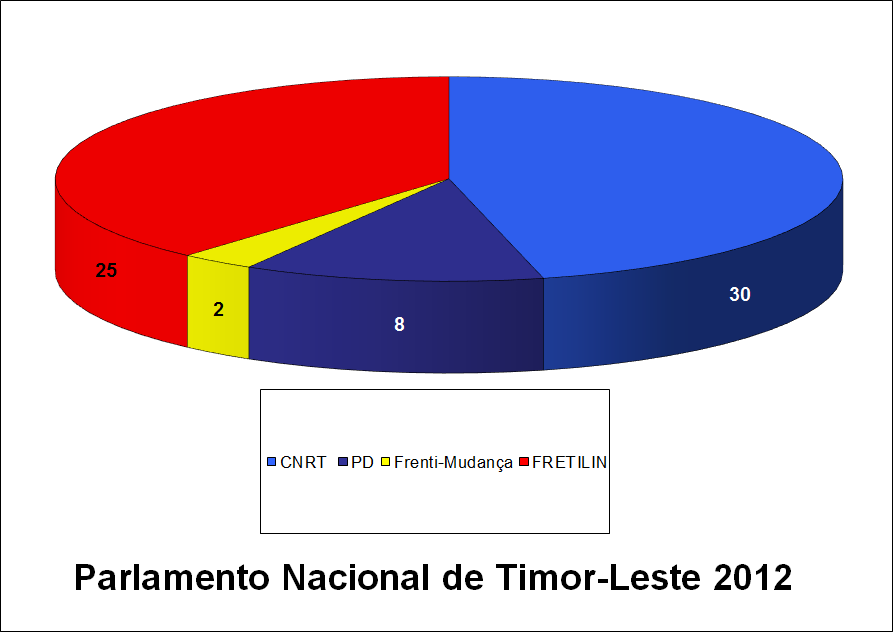
Répartition des sièges.